# اندیمشک
اَندیمِشک در دروازه خوزستان  از مهمترین شهرهای استان خوزستان و مرکز شهرستان اندیمشک است که در شمال‌غرب این استان قرار دارد و از قوم لر و از لرهای بالاگریوه هستند.
اندیمشک در کنار خرابه‌های شهر قدیم «لور» ساخته شده است. لور شهری آباد بوده که مورخان نیز از آن نام برده‌اند، اما به مرور از آبادی آن کاسته شده است. تاریخ نگارانی همچون اصطخری و … در نوشته‌های خود به این شهر اشاره کرده و آن را شهری آباد خوانده‌اند.
معروف گشت و در دوره حکومت رضاشاه پهلوی و مقارن با احداث راه‌آهن در ایران، در مجاورت قلعه لور، ایستگاه راه‌آهن اندیمشک بنا نهاده شد که به تدریج با آغاز ساختمان‌سازی در اطراف آن، اندیمشک رو به گسترش نهاد. شرکت جنرال موتورز آمریکا نیز در همین زمان شعبه‌ای از کارخانه اتومبیل‌سازی نظامی خود را در این شهر تأسیس نمود.در اهمیت این کارخانه که صدها نیرو در آن شبانه روز مشغول مونتاژ خودرو بودند همین بس که بدانیم در منابع تاریخی ارتش آمریکا از اندیمشک به عنوان “دیترویت کوچولو” نام می‌برند چرا که در آن زمان شهر دیترویت در آمریکا مرکز عمده خودرو سازی به‌شمار می‌آمد.

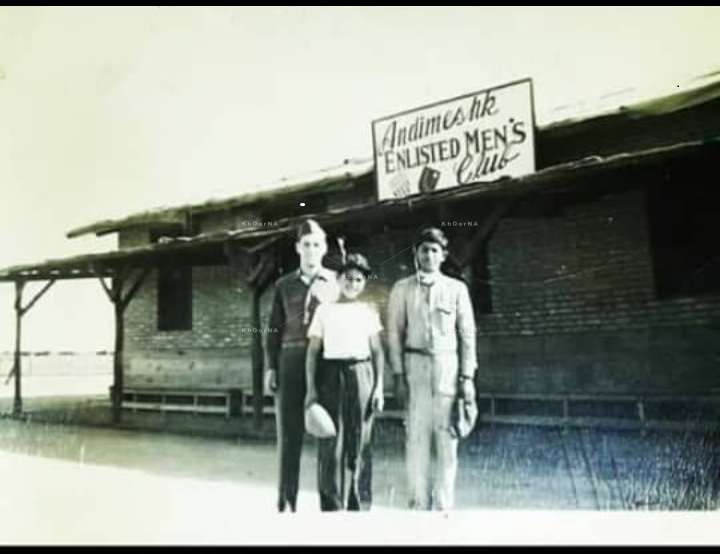
(سال ۱۳۲۳، اندیمشک) روی تابلوی بالای سر افراد نوشته شده “باشگاه نیروهای مسلح متفقین دراندیمشک”

در دوره پهلوی دوم با ورود شرکت‌های متعدد داخلی و خارجی، اندیمشک به شهری صنعتی بدل گشت و بدین ترتیب میزبان هزاران نفر از پزشکان، مهندسان، کارمندان و کارگران داخلی و خارجی گردید.
در این دوران بود که اندیمشک راه گسترش و پیشرفت را پیمود. شهر اندیمشک از نظر موقعیت راه‌های ترانزیت اصلی و مرکزی در قسمت بسیار مهمی می‌باشد، زیرا تنها شهری است که استان‌های خوزستان، لرستان، ایلام و کرمانشاه را به هم ارتباط می‌دهد. در سمت شمال شرقی شهر، دشتی بایر است که از قدیم مردم به آن لور گفته‌اند. این شهر راه ارتباط با شوش و انشان بود که از دیرباز بسیار با اهمیت بوده است. این شهر یکی از مراکز عمده تجمع گویش‌وران زبان لری بالاگریوه‌ای است.
راه‌آهن این شهر به عنوان مرکز کل ناحیه راه‌آهن زاگرس و از نقاط حساس راه‌آهن تهران-جنوب به‌شمار می‌آید.

### پلاژ دریاچه دز اندیمشک

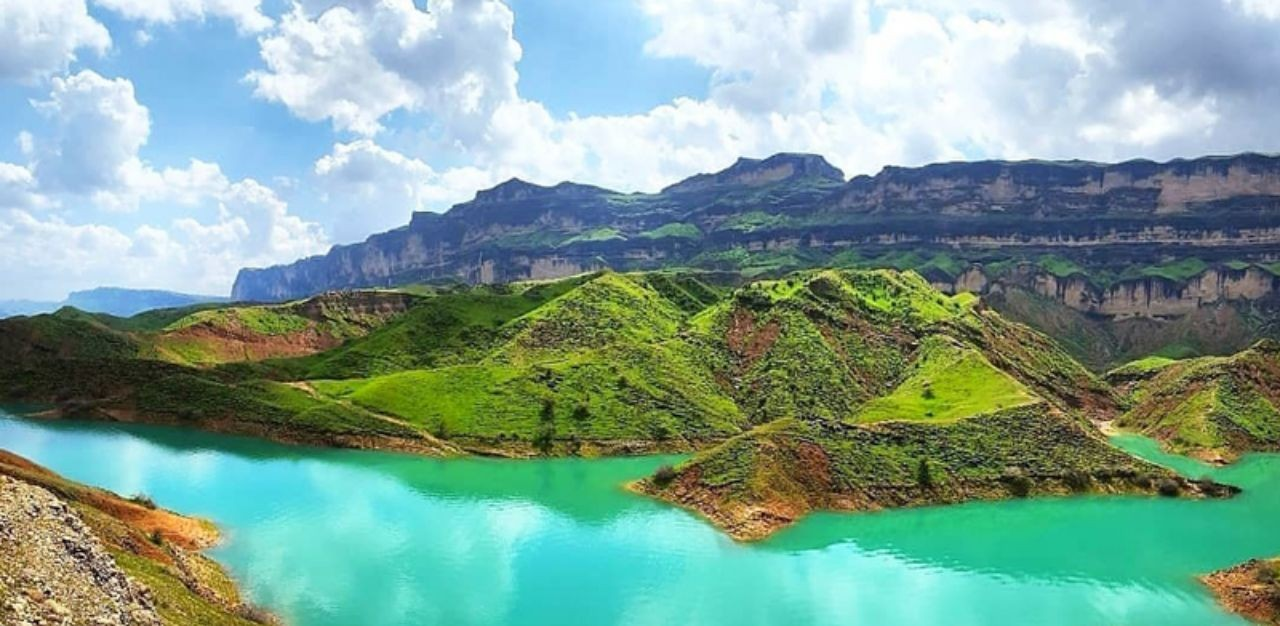
پلاژ اندیمشک

## تاریخچه

### تاریخ باستان
پیشینه شهر اندیمشک به دوران هخامنشی بازمی‌گردد، این شهر در زمان اشکانی لور نام داشت. شهر اندیمشک امروزی، بر روی خرابه‌های دو شهر باستانی لور و اندامش ساخته شده است. در دوران باستان، این شهر بر سر راه شاهی که از گندی‌شاپور به ایوان کرخه و تیسفون می‌رفت قرار داشت. با توجه به تحقیقات باستان‌شناسی انجام شده در دو محوطه باستانی لور و اندامش، دیرینگی این شهر را، ۲ هزار سال تخمین می‌زنند. بتازگی با کشفیات جدیدی که صورت گرفته، قدمت تاریخی شهر لور را نیز بسیار بیشتر از ۲۳۰۰ سال تخمین زده می‌شود.
در مطالعات تاریخ باستان اندیمشک همواره کیفیت، تقارن تاریخی، نوع تعامل و چگونگی فراز و نشیب دو شهر مهم باستانی و همجوار لور و اندامش (گستره قلعه مختار تا حوالی کوی نیرو امروزی) برای تاریخ شناسان دارای ابهام بوده است.
امروزه گورها، آثار و وسایلی  ازجمله سفال‌های فراوانی که از طریق حفاری در این گورستان کشف شده، شهر لور اطلاعاتی از کیفیت تدفین به‌دست می‌دهد که منطبق بر شیوه تدفین اواخر دوره هخامنشی و اشکانی می‌باشد.
شهر اندامش شهری بود مربوط به دوره ساسانی از شهرهای همدوره گندی‌شاپور و شوشتر در دوره شاپور یکم طراحی می‌گردد و با توجه به وجود زندان و سایر مسائل مرتبط تاریخی اندامش را می‌توان یک شهر سیاسی در دوران ساسانی دانست.
شهر لور نیز بر اساس اطلاعات تاریخی و یافته‌های باستان‌شناسی در منطقه شمال اندیمشک در مسیر گذرگاه باستانی ایران و میان‌رودان واقع شده است.
هم‌اکنون با یافته‌های گورستان شهر مدفون شده لور که دارای گورهایی به شیوه تدفین هخامنشی - اشکانی و اسلامی است و شواهدی از تدفین ساسانی در آن به‌دست نیامده است، این نظریه قوت می‌گیرد که با توجه به تقابل فرهنگی و اختلافات سیاسی ساسانیان و اشکانیان همزمان با احداث شهر اندامش ساسانی شهر لور مورد بی‌توجهی جدی قرار می‌گیرد و در دوره ۴۵۰ ساله ساسانی در انزوا و خاموشی فرومی‌رود.
اما در نهایت در دوره اسلامی با ورود مسلمانان به ایران، شهر اندامش ساسانی رو به زوال و نابودی می‌گذارد و لور مجدداً به دست مسلمانان احیا و به حیات خود ادامه می‌دهد.
آن‌چنان‌که در یکی از موارد یاقوت حموی جغرافیدان و تاریخ‌نویس سده هفتم هجری قمری از لور عبور کرده و ما مجدداً آن را شهری فعال در مناسبات سیاسی این دوره میابیم.

### تاریخ معاصر
در دوره رضاشاه پهلوی و با ساخت راه‌آهن شمال به جنوب در سال‌های ۱۳۰۶ تا ۱۳۱۷ و عبور آن از صالح‌آباد، شهر گسترش یافت، در مجاورت قلعه لور، ایستگاه راه‌آهن صالح آباد بنا نهاده شد که به تدریج با آغاز ساختمان‌سازی در اطراف آن، صالح آباد رو به گسترش نهاد. در همین زمان نیز شرکت جنرال موتورز آمریکا، شعبه‌ای از کارخانه اتومبیل‌سازی نظامی خود را در این شهر تأسیس نمود.
با پیوستن روستاهای اطراف به هم و افزایش وسعت آن، صالح آباد در سال ۱۳۱۶ به پیشنهاد فرهنگستان ایران اندیمشک نام گرفت. دهستان اندیمشک در دی ۱۳۳۵ به بخش و پس از آن با اجرای طرح‌های عمرانی و اقتصادی به شهر تبدیل شد. در محمدرضاشاه با ورود شرکت‌های متعدد داخلی و خارجی، اندیمشک به شهری صنعتی بدل گشت و بدین ترتیب میزبان هزاران نفر از پزشکان، مهندسان، کارمندان و کارگران داخلی و خارجی گردید. در این دوران بود که اندیمشک راه گسترش و پیشرفت را پیمود.
در شهریور ۱۳۶۱ فرمانداری مستقل اندیمشک شروع به کار کرد.

## جغرافیا

### موقعیت جغرافیایی
طول جغرافیایی اندیمشک در شمال ۴۸ درجه و ۲۲ دقیقه خاوری نسبت به نصف النهار گرینویچ و عرض آن ۳۲ درجه و ۲۹ دقیقه شمالی نسبت به خط استوا می‌باشد.

### اقلیم
اندیمشک در شمالی‌ترین قسمت استان خوزستان قرار دارد و از غرب با استان ایلام و شمال با استان لرستان هم‌مرز است به همین سبب آب و هوای این شهر در اواخر زمستان و بهار به علت بودن در دامنه‌های سبز زاگرس بسیار مطلوب و یکی از مقصدهای مسافران نوروزی در ایام بهار است. در فصل تابستان آب و هوای این شهر روزهای نسبتاً گرم و شب‌های خنک را شامل می‌شود. در روزهای سرد فصل زمستان نیز در برخی مناطق بارش برف را تجربه می‌کند. دمای این منطقه در روزهای گرم سال در زیر سایه به بالای ۶۰ درجه سانتیگراد و در روزهای سرد سال در پایین‌ترین حد خود در برخی مناطق به چند درجه زیر صفر نیز می‌رسد.